# Canton de Payrac
Le canton de Payrac est une ancienne division administrative française située dans le département du Lot.

## Géographie
Ce canton était organisé autour de Payrac dans l'arrondissement de Gourdon. Son altitude variait de 84 m (Le Roc) à 390 m (Reilhaguet) pour une altitude moyenne de 235 m.

## Représentation

### Conseillers généraux de 1833 à 2015
| Période | Période          | Identité                             | Étiquette                | Qualité |
| ------- | ---------------- | ------------------------------------ | ------------------------ | --- |
| 1833    | 1837 (démission) | Jean-Pierre Lauvel aîné              |                          | Propriétaire à Payrac |
| 1837    | 1845             | Jean-Baptiste Valat                  |                          | Juge de paix à Payrac, conseiller d'arrondissement                                                                                 |
| 1845    | 1852             | Firmin Cavaignac                     |                          | Directeur des Domaines, Cahors Président du Conseil Général                                                                        |
| 1852    | 1861             | Bertrand Doussot                     |                          | Maire de Souillac |
| 1861    | 1871 (démission) | Marc Antoine Calmon                  | Conservateur monarchiste | Propriétaire à Carlucet Député (1846-1848, 1873-1875) Président du Conseil Général Elu en 1871 dans le Canton de Gourdon           |
| 1871    | 1889 (décès)     | Baron Auguste Dufour (1813-1889)     | Droite Bonapartiste      | Général, Maire de Souillac Propriétaire du château et Maire de Lanzac Député (1876-1889)                                           |
| 1889    | 1907             | Antoine Iscard                       | Rad.                     | Propriétaire Maire de Payrac (1882-1900), conseiller d'arrondissement                                                              |
| 1907    | 1913             | Paul Margis                          | Rad.                     | Industriel Maire de Payrac (1904-1919)                                                                                             |
| 1913    | 1940             | Edouard Constant (1875-1966)         | Rad.                     | Médecin Maire de Payrac Nommé membre de la Commission administrative départementale en 1941 Nommé conseiller départemental en 1943 |
|         |                  |                                      |                          | |
| 1945    | 1978 (démission) | Georges Constant (fils du précédent) | Rad.                     | Médecin à la MSA Sénateur (1974-1983), Maire de Payrac, Conseiller régional                                                        |
| 1978    | 1998             | Abel Mespoulet (1920-2004)           | MRG                      | Directeur de centre agricole Maire de Nadaillac-de-Rouge                                                                           |
| 1998    | 2015             | Bernard Choulet                      | MRG puis PRG             | Directeur d'école Maire de Payrac (2008-2014) Vice-Président du Conseil Général                                                    |

### Conseillers d'arrondissement (de 1833 à 1940)
| Période                                  | Période           | Identité                    | Étiquette | Qualité |
| ---------------------------------------- | ----------------- | --------------------------- | --------- | --- |
| 1833                                     | 1837              | Jean Baptiste Valat         |           | Juge de paix à Payrac                                                                                       |
| 1837                                     | 1842              | Antoine Amadieu (1776-1868) |           | Capitaine en retraite, maire de Payrac (1837-1852)                                                          |
| 1842                                     | 1848              | M. Véry                     |           | Greffier, propriétaire à Payrac                                                                             |
|                                          |                   |                             |           | |
| av.1888                                  | 1889              | Antoine Iscard              | Radical   | Suppléant du juge de paix, maire de Payrac (1882-1900)                                                      |
|                                          |                   |                             |           | |
| 1910                                     | 1919              | Calixte Pébeyre             | Radical   | Propriétaire, maire de Masclat                                                                              |
| 1919                                     | 1921 (annulation) | Antoine Delteil             | Radical   | Maire de Lamothe-Fénelon (1896-1919)                                                                        |
| 1921                                     | 1940              | M. Mespoulet                | Radical   | Propriétaire à Nadaillac-de-Rouge                                                                           |
| 1940                                     |                   |                             |           | Les conseils d'arrondissement ont été suspendus par la loi du 12 octobre 1940 et n'ont jamais été réactivés |
| Les données manquantes sont à compléter. |                   |                             |           | |

## Composition
Le canton de Payrac groupait neuf communes et comptait 2 208 habitants (recensement de 1999 sans doubles comptes).
| Communes           | Population (2012) | Code postal | Code Insee |
| ------------------ | ----------------- | ----------- | ---------- |
| Calès              | 138               | 46350       | 46047      |
| Fajoles            | 277               | 46300       | 46098      |
| Lamothe-Fénelon    | 337               | 46350       | 46152      |
| Loupiac            | 265               | 46350       | 46178      |
| Masclat            | 326               | 46350       | 46186      |
| Nadaillac-de-Rouge | 172               | 46350       | 46209      |
| Payrac             | 672               | 46350       | 46215      |
| Reilhaguet         | 132               | 46350       | 46236      |
| Le Roc             | 231               | 46200       | 46239      |

## Démographie
| 1962  | 1968  | 1975  | 1982  | 1990  | 1999  | 2006  | 2011  | 2012  |
| ----- | ----- | ----- | ----- | ----- | ----- | ----- | ----- | ----- |
| 2 255 | 2 144 | 2 032 | 2 019 | 2 049 | 2 208 | 2 461 | 2 538 | 2 508 |